# John Zwetsloot
John Allan Zwetsloot, född 30 januari 1974 i Fjällbacka i Göteborgs och Bohus län, är en svensk musiker och låtskrivare. Han har bland annat medverkat som gitarrist i The Haunted, Nifelheim, Dissection och Cardinal Sin. Han var en av de drivande låtskrivarna i de två sistnämnda banden.

## Biografi
John Zwetsloot var gitarrist i death/black metal-bandet Dissection under åren 1991 - 1994 och medverkar på EP:n Into Infinite Obscurity och fullängdsalbumet The Somberlain. Med Nifelheim deltog han på det självbetitlade debutalbumet 1993 och 1997 års uppföljare Devil's Force.
Tillsammans med bland andra gitarristen Magnus "Devo" Andersson (Marduk) och trummisen Jocke Göthberg (ex-In Flames, ex-Marduk) bildade Zwetsloot bandet Cardinal Sin 1995. Bandet gav ut EP:n Spiteful Intents på Wrong Again Records året därpå, innan man lade ner verksamheten. Dock återuppstod bandet igen 2003 men har ännu inte givit ut något nytt. Zwetsloot var också en av grundarna av thrash metal-bandet The Haunted, men lämnade bandet innan skivdebuten.

## Diskografi
Med Dissection
- Into Infinite Obscurity (EP) (1991)
- The Somberlain Promo (1992)
- The Somberlain (1993)

Med Nifelheim
- Nifelheim (1993)
- Devil's Force (1997)

Med Cardinal Sin
- Spiteful Intents (1996)